# آندژی گرابارچیک
آندژی گرابارچیک (لهستانی: Andrzej Grabarczyk؛ زادهٔ ۳۱ مهٔ ۱۹۵۳) بازیگر اهل لهستان است.
از فیلم‌ها یا برنامه‌های تلویزیونی که وی در آن نقش داشته‌است، می‌توان به گوش آقای رئیس، پدر متیو، خانه، طایفه، فرار و شخص خیلی مهم اشاره کرد.